# Exèrcit Imperial de Manxukuo
L'Exèrcit Imperial de Manxukuo va ser al força armada del govern titella de Manxukuo, dominat pel Japó.

## Història

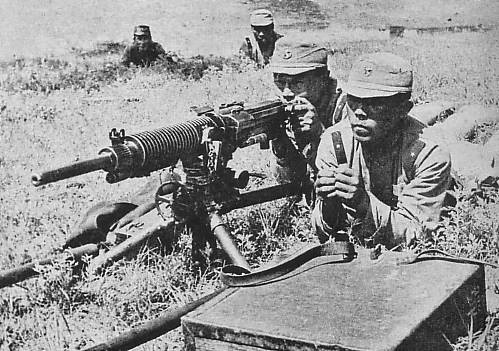
Exercici militar de l'Exèrcit Imperial de Manxukuo.

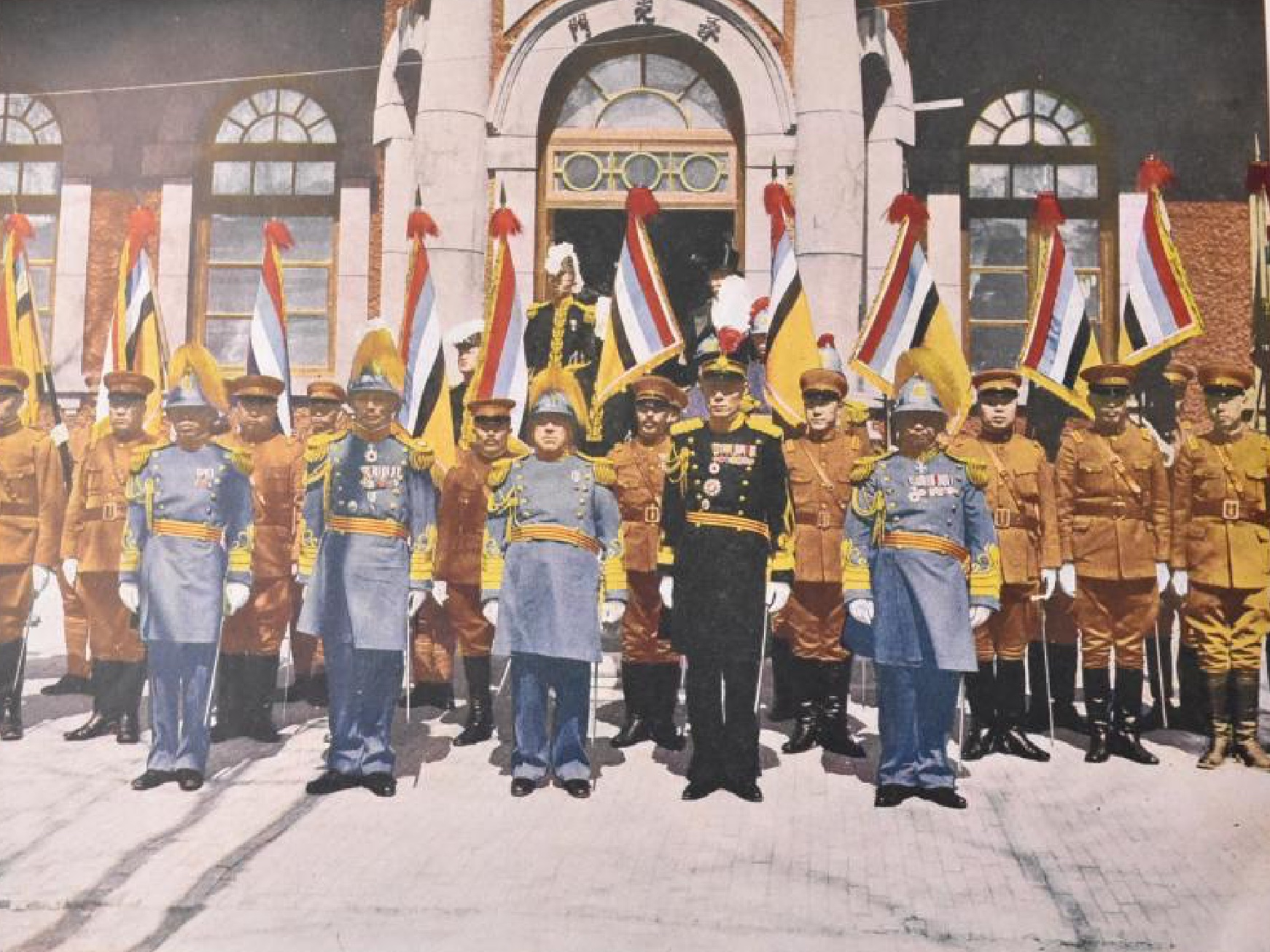
Generals de l'Exèrcit Imperial de Manxukuo.

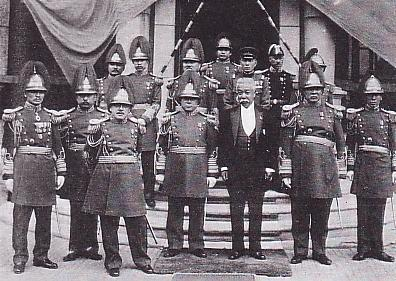
Oficials de l'Exèrcit Imperial de Manxukuo.

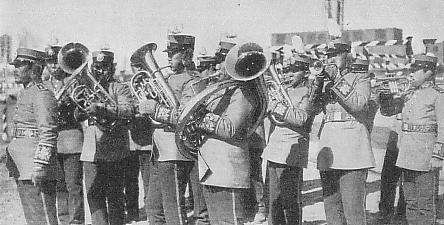
Banda de música de l'Exèrcit Imperial de Manxukuo.

Després de l'Incident de Mukden, l'Exèrcit imperial japonès va incorporar uns 60.000 soldats provinents del potent Exèrcit del Nord-est del Mariscal Zhang Xueliang format per 160.000 soldats, que havien desertat i s'havien passat amb els seus generals al costat dels japonesos. Entre aquests xinesos caragirats també s'incloïen diverses unitats aïllades que els japonesos havien capturat i internat durant la ràpida Invasió de Manxúria al llarg de les línies de ferrocarril, destacant el tinent general Xi Qia de l'Exèrcit de Kirin, el general Chang Hai-peng de l'Exèrcit Reformista de Hsingan i el general Zhang Jinghui del Districte especial de Harbin.
L'Exèrcit Imperial de Manchukuo es va formar amb aquestes forces després de l'establiment de l'estat de Manxukuo el març de 1932. Inicialment van ser equipats amb l'armament capturat a l'Exèrcit del Nord-est. Com que la majoria dels homes eren reclutes inexperts o forces irregulars, i diversos d'ells eren addictes a l'opi, no tenien gran capacitat ni habilitats per entrar en combat. A més, molts eren simples mercenaris desitjosos de lluitar amb el bàndol que millor pagués, per la qual cosa la confiança, quan no la lleialtat, de moltes unitats de l'Exèrcit Imperial de Manxukuo inicial era qüestionable.
L'agost de 1932, una unitat de 2.000 homes va desertar de la seva guarnició de Wukimiho, emportant-se les armes per donar-les a les guerrilles anti-japoneses. De la mateixa manera, i coincidint en el temps, el setè de cavalleria de Manxukuo es va revoltar. D'acord amb un oficial japonès qualificat, la principal font d'abastiment d'armament contra les forces japoneses i manxús va ser el propi Exèrcit de Manxukuo, incloent diversos casos en els que les tropes manxús van entrar en batalla només per desertar en massa amb l'enemic. La deserció més destacada va ser la del general i ex-ministre de la guerra de Manxukuo Ma Zhanshan, l'abril de 1932, cap de la Guàrdia militar provincial de Heilongjiang, amb diversos milers de soldats i diverses peces d'artilleria.
La primera organització de l'Exèrcit Imperial de Manxukuo va comptar amb set exèrcits de guàrdia provincial (un per cada província), amb un total d'uns 111.000 soldats. Es va crear una brigada de cavalleria independent per fornir una guarnició a la capital de Hsinking, i es va incrementar la Guàrdia imperial de Manxukuo el febrer de 1933 amb homes d'ètnies Manxú com a part de la guarnició de la capital amb l'objectiu de donar protecció a l'Emperador Puyi i als oficials governamentals més importants.
El 1934, les noves normes van establir que només els oficials que havien estat entrenats a les escoles aprovades pel govern de Manxukuo podien servir a l'Exèrcit imperial de Manxukuo. Això es va fer per evitar que accedissin a aquests càrrecs els remanents de poca confiança de l'antic Exèrcit del Nord-est, i per millorar els estàndards i l'entrenament de l'exèrcit com un de sol. Va ser també una de les primeres passes per intentar trencar la tradició dels senyors de les guerres, per la qual els generals que comandaven un exèrcit provincial veien el territori que controlaven com si fos el seu feu personal amb el que es podien enriquir. L'any 1938 es van obrir acadèmies d'entrenament militar a Mukden i Hsinking.

## Uniformes
Inicialment, l'exèrcit imperial de Manchukuo va tenir problemes sorgits del fet que el seu uniforme militar no es podia distingir del que portaven les forces anti-japoneses i els bandits. Aquesta qüestió es va solucionar l'any 1934, amb uniformes nous que tenien un estil similar al de l'exèrcit imperial japonès, i amb la utilització d'un sistema de codi de colors per als distintius que portaven al coll (negre per la policia militar, vermell per la infanteria, verd per la cavalleria, groc per l'artilleria, marró pels enginyers i blau pel transport).

## Armes
L'exèrcit imperial de Manxukuo inicial va heretar un poti poti d'armes dels arsenals de l'antic Guomindang, la qual cosa va crear grans problemes de manteniment i subministrament. Per exemple, durant el 1932, es feien servir 26 tipus de rifles i més de 20 tipus de pistoles.
Unificar l'armament va esdevenir una prioritat, agafant com a estàndard el Rifle Tipus 38, juntament amb la Metralladora pesada Tipus 3 i la Metralladora lleugera Tipus 11. Les unitats d'artilleria es van equipar amb el Canó Tipus 38 i el Canó de muntanya Tipus 41 de 75 mm.
Cap al 1935, s'havien importat del Japó 50.000 rifles del Tipus 38 i es van substituir les metralladores durant els tres anys següents. A l'inici de la Guerra del Pacífic, l'armament de l'Exèrcit imperial de Manxukuo era més o menys el mateix que tenia l'exèrcit japonès. Els soldats feien servir pistoles Mauser i els oficials en feien servir de Browning i Colt.
Es va construir un arsenal militar a Fengtien destinat a produir rifles, metralladores i artilleria. Les municions i les armes curtes s'obtenien de fàbriques privades de Manxukuo.

## Vehicles blindats
Vista l'efectivitat de les unitats blindades dels soviètics a la batalla de Khalkhin Gol i altres conflictes territorials, és sorprenent que no es posés més èmfasi en el desenvolupament de tancs per part de les forces japonesa i de Manxukuo. L'exèrcit imperial de Manxukuo tenia alguns vehicles blindats construïts per Isuzu i modificats per la companyia automobilística Dowa de Manxukuo. Cap al 1943, les forces japoneses van proporcionar 10 tanquetes Tipus 94 a l'exèrcit de Manxukuo per formar una companyia de blindats. Durant la guerra, es va fer servir una versió de Manchukuo del tanc lleuger Mitsubishi (Tipus 95 Ha-Go) als llocs d'entrenament de tancs, però no van assolir un desplegament substancial al camp d'operacions.